# 15 mars aux Jeux paralympiques d'hiver de 2018
Le jeudi 15 mars aux Jeux paralympiques d'hiver de 2018 est le sixième jour de compétition.

## Programme
| Heure UTC+9 (Pyeongchang)                     |               |
| bleu                                          | Cérémonie     |
| neutre                                        | Épreuve       |
| or                                            | Finale        |
| orange                                        | Petite finale |
| rose                                          | Reporté       |
| gris                                          | Annulé        |
| Compétition masculine                         | Hommes        |
| Compétition féminine                          | Femmes        |
| Compétition mixte (hommes et femmes mélangés) | Mixte         |
| Compétition en couple (1 homme et 1 femme)    | Couple        |
| modifier                                      |               |

L'heure indiquée est celle de Pyeongchang, pour l'heure française il faut enlever 8 heures. 
| Horaire | Discipline Spécialité | Discipline Spécialité | Discipline Spécialité | Phase                          | Résultats | Références |
| 09:35   |                       | Curling               |                       | Phase préliminaire 15e session | 6 - 2     |            |
| 09:35   |                       | Curling               |                       | Phase préliminaire 15e session | 4 - 6     |            |
| 09:35   |                       | Curling               |                       | Phase préliminaire 15e session | 4 - 5     |            |
| 09:35   |                       | Curling               |                       | Phase préliminaire 15e session | 4 - 5     |            |
| 12:00   |                       | Hockey sur luge       |                       | Demi-finale                    | 7 - 0     |            |
| 14:35   |                       | Curling               |                       | Phase préliminaire 16e session | 7 - 6     |            |
| 14:35   |                       | Curling               |                       | Phase préliminaire 16e session | 6 - 7     |            |
| 14:35   |                       | Curling               |                       | Phase préliminaire 16e session | 8 - 4     |            |
| 14:35   |                       | Curling               |                       | Phase préliminaire 16e session | 3 - 7     |            |
| 19:35   |                       | Curling               |                       | Phase préliminaire 17e session | 5 - 2     |            |
| 19:35   |                       | Curling               |                       | Phase préliminaire 17e session | 4 - 8     |            |
| 19:35   |                       | Curling               |                       | Phase préliminaire 17e session | 9 - 3     |            |
| 19:35   |                       | Curling               |                       | Phase préliminaire 17e session | 6 - 7     |            |
| 20:00   |                       | Hockey sur luge       |                       | Demi-finale                    | 10 - 1    |            |

### Médailles du jour
Il n’y a aucune finale ce jour, il n’y a donc aucune médaille décernée.